# 편도주위농양
편도주위농양(peritonsillar abscess, PTA, quinsy) 또는 편도주위고름집은 편도 뒤쪽에 발생한 감염으로 인해 고름이 축적되는 질환이다. 발열, 인후통, 입벌림장애(입을 벌리기 어려워지는 증상), 목소리의 변화 등이 증상으로 나타난다. 통증은 오른쪽과 왼쪽 중 어느 한쪽에서 주로 악화된다. 편도주위농양으로 인해 기도폐쇄나 흡인성 폐렴과 같은 합병증이 발생할 수 있다.
일반적으로 편도주위농양은 여러 종류의 세균이 감염되어 발병한다. 연쇄상구균 인두염에 뒤따라 발병하는 경우도 종종 있다. 편도절제술을 받은 사람에서는 보통 편도주위농양이 생기지 않는다. 진단은 증상을 바탕으로 내리는 경우가 대부분이다. 합병증을 배제하기 위해 영상의학 기술을 이용하기도 한다.
치료는 고름 제거, 항생제 투여, 충분한 수액 공급, 진통제 사용 등을 통해 이루어진다. 스테로이드도 유용할 수 있다. 대개 입원할 필요는 없다. 미국의 경우 연간 10,000명당 3명 정도가 편도주위농양에 걸린다. 젊은 성인층에서 가장 흔히 편도주위농양이 발병한다.